# Cornélie Caroline van Asch van Wijck
Cornélie Caroline (Cox) van Asch van Wijck (Arnhem, 17 oktober 1900 - Zoelen, kasteel Soelen, 18 september 1932) was een Nederlandse beeldhouwer.

## Leven en werk
Van Asch van Wijck was een dochter van jonkheer Hubert Willem van Asch van Wijck en Wilhelmina Philippina gravin van Limburg Stirum. Haar vader werd in 1913 benoemd tot raadsheer aan het Hof van Justitie van Suriname. Het was gebruikelijk de kinderen in Nederland te laten studeren, maar vanwege de Eerste Wereldoorlog volgden de kinderen een opleiding in Amerika. Begin jaren twintig ging Van Asch van Wijck alsnog naar Nederland, waar ze studeerde aan de Rijksakademie van beeldende kunsten en les kreeg van Toon Dupuis. Ze was in die tijd ook model en haar portret werd vastgelegd in olieverf door Piet van der Hem, in pastel door Gustave Brisgand en in marmer door haar leermeester Dupuis.
In 1929 toonde ze Petrus Marinus Cochius, directeur van de Glasfabriek Leerdam, haar ontwerp van een vrouwenmasker. Het werd in productie genomen en gemaakt in helder en mat glas, vaak met een houten voet. Het werd bekroond met een gouden medaille op de wereldtentoonstelling van 1930 in Antwerpen en zou haar bekendste werk worden. In 1931 maakte ze voor Koninklijke Goedewaagen het beeldje Anunciata, dat in aardewerk werd uitgevoerd.
Van Asch van Wijck trouwde in 1930 met Hendrik Gerard Johan Völcker, heer van Soelen en den Aldenhaag, Oud en Nieuw Hinkelenoord (1891-1955), lid van de familie Völcker, en vestigde zich op kasteel Soelen. Ze overleed in 1932, op 31-jarige leeftijd, in het kraambed. Haar op 18 september 1932 geboren zoon was Johan Adolph Völcker, heer van Soelen en den Aldenhaag, Oud en Nieuw Hinkelenoord (1932-2011).